# Polyrhachis lownei
Polyrhachis lownei é uma espécie de formiga do gênero Polyrhachis, pertencente à subfamília Formicinae.